# الإسلام في جزر مارشال
الإسلام في جزر مارشال يعتبر المسلمون أقلية دينية في جزر مارشال. حاليا يوجد هناك حوالي 150 مسلما في جزر مارشال، كلهم ينتمون إلى الجماعة الأحمدية. بدأ الإسلام يصل إلى جزر مارشال في أوائل التسعينات من فيجي، وقد كان عدد المسلمين سنة 2009 حوالي 10 فقط. في السنة ذاتها بني المسجد الوحيد في الدولة، مسجد بيت الأحد في أوليغا [الإنجليزية]، الذي يعدّ المسجد الوحيد في ميكرونيسيا، ويقوم بخدمة حوالي 120 مسلما مارشاليا.